# 누벨 바그
누벨 바그(프랑스어: La Nouvelle Vague) 또는 프렌치 뉴웨이브(영어: French New Wave)는 전 세계 영화에 큰 영향을 준 프랑스의 영화적 경향이다. 1954년 일종의 선언문 같은 에세이 <프랑스 영화의 특정 경향>에서 문학 작품들을 각색하여 상상력 없는 영화를 만들어 내는, 안전함을 꾀하는 시조를 비난했던 프랑수아 트뤼포를 비롯한 젊은 영화인들이 주축이 돼 펼쳐졌으며, 고전적/현대적 분기점의 영화 사조이다. 장뤼크 고다르, 클로드 샤브롤, 자크 리베트, 에릭 로메르 등이 중요 참여 인물이다.
누벨 바그는 '새로운 물결'이란 뜻의 프랑스어로 1958년경부터 프랑스 영화계에서 일어난 새로운 풍조를 지칭하며, 좁은 의미로는 영화 평론지 <카예 뒤 시네마>를 본거지로 삼고 활동했던 신예 비평가들이 혁신보다는 기교를, 실험정신 보다는 기존의 것을 유지하는 주류 프랑스 영화의 소위 "품질의 전통"을 거부하고 나선 영화 제작 활동을 말하지만 보다 넓은 의미로 당시 프랑스 영화계의 새로운 풍조 전체를 가리키는 경우가 많다.
휴대용 장비들을 사용하고 세트 설정 시간이 거의 들지 않았던 누벨 바그의 영화 제작 방식은 종종 그래서 다큐멘터리와도 같은 스타일을 띠었다. 조각 촬영이나 불연속 편집, 롱테이크 같은 촬영 기법들이 사용되었다. 또한 사실주의, 주관주의, 작가주의 등의 혼합은 영화에서 제기되는 질문에 끝까지 답을 주지 않는, 내러티브의 모호함을 만들어 냈다.
1960년 이후로 프랑스 영화의 주류가 됨과 동시에 세계 영화계에 큰 영향을 끼쳤고, 대표적인 감독으로는 《400번의 구타》의 프랑수아 트뤼포, 《네 멋대로 해라》의 장뤼크 고다르, 《사형대의 엘리베이터》의 루이 말 등이 있다.

## 같이 보기
- 누아르 영화
- 싱크대 사실주의
- 뉴 할리우드
- 대만 영화
- 도그마 95
- 익스트림 시네마
- B급 영화
- 시네필
- 독립 영화
- 실험 영화
- 존 카사베티스